# Thrace (thème)
Pour les articles homonymes, voir Thrace (homonymie).
Le thème de Thrace (en grec θέμα Θρᾴκης ou θέμα Θρᾳκῷον) est un thème de l'Empire byzantin situé dans le sud-est de la péninsule balkanique et couvrant de manière variable la région géographique du même nom au cours de son histoire.

## Histoire
On considère traditionnellement que le thème (au départ un simple commandement militaire) est établi vers 680, en réponse à la menace bulgare,,, en raison de la mention d'un certain patrikios Théodore, comte de l'Opsikion et hypostrategos de Thrace en 680/681. Cette mention ne permet cependant pas de déterminer de manière certaine si la Thrace existe en tant que commandement distinct, Théodore occupant alors un double poste, ou si elle fait administrativement partie de l'Opsikion. De fait, des strategoi distincts ne sont clairement attestés dans les sources littéraires pour la Thrace qu'en 742, tandis que des sceaux de strategoi n'apparaissent qu'à partir du VIIIe siècle,. À l'origine, Adrianople est probablement la capitale du thème.
Sous l'impératrice Irène l'Athénienne, à la fin du VIIIe siècle, le thème est divisé, sa partie occidentale constituant le thème de Macédoine ; la capitale devient alors Arcadiopolis, avec des turmarques subordonnés à Bizye et à Sozopolis. Un autre, le turmarque de Thrace, est également attesté et est probablement l'adjoint du strategos à Arcadiopolis. Les géographes arabes des IXe et Xe siècles Ibn Khordadbeh et Ibn al-Faqih décrivent le thème comme s'étendant « du long mur » (le mur d'Anastase) au thème de Macédoine, et au nord jusqu'au pays des Bulgares, avec dix places fortes et 5 000 hommes. Les frontières du thème ont en effet varié en fonction de la frontière septentrionale de l'empire au cours des guerres entre Bulgares et Byzantins : à l'origine, le thème comprend probablement la majeure partie de l'ancien diocèse de Thrace, excepté la région située le long du Danube, prise par les Bulgares, mais après les conquêtes de Kroum, d'Omourtag et de Siméon Ier, la frontière se déplace graduellement vers le sud du Grand Balkan pour correspondre grossièrement à l'actuelle ligne formée par la frontière bulgare avec la Grèce et la Turquie. Au tournant du Xe siècle, le thème comprend essentiellement la moitié orientale de la Thrace orientale moderne, bien qu'il s'étende au nord le long des côtes jusqu'à Anchialos.
À partir du XIe siècle, la Thrace et la Macédoine semblent être liées, comme l'attestent de nombreux strategoi et juges (kritai) dont la juridiction s'étend sur les deux thèmes,. Le nom perd son usage administratif à la période Paléologue, mais il se rencontre encore chez certains historiens de l'époque comme nom antique.

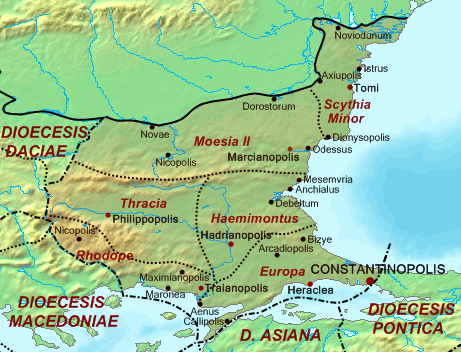
Le diocèse romain de Thrace en 400
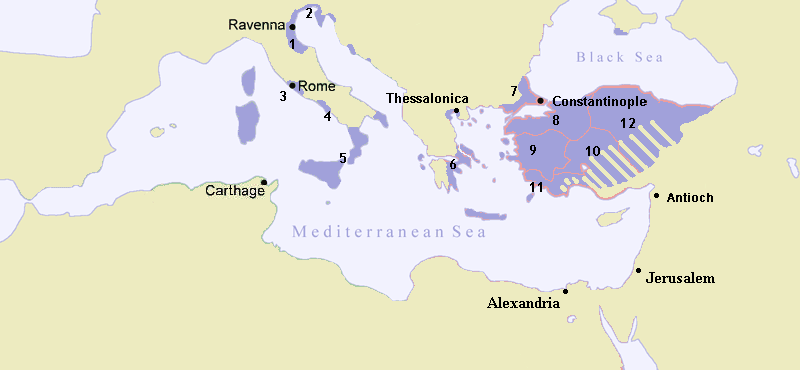
Le thème de Thrace (7) en 717
Le thème de Thrace vers 780
Le thème de Thrace en 1045